# Gaertnera letouzeyi
Espèce
Gaertnera letouzeyi est une espèce de plantes de la famille des Rubiaceae. 
L'épithète spécifique letouzeyi rend hommage au botaniste René Letouzey qui fut le premier à avoir collecté la plante. Elle fut par la suite décrite par Simon T. Malcomber. Endémique de basse-Guinée, cette espèce de plante n'est connue qu'au Cameroun aujourd'hui.

## Description
Arbuste de 4-5 m. de haut. Les feuilles oblongues se terminent par un apex arrondi et dont la pointe est cuspidée. Le pétiole mesure de 10 à 45 mm. L'inflorescence se compose de fleurs blanches d'aspect corymbiforme.